# Boninlijster
De Boninlijster (Zoothera terrestris) is een uitgestorven zangvogel uit de familie Turdidae (lijsters).

## Verspreiding en leefgebied
Deze soort was endemisch op de Bonin-eilanden, een archipel ten zuiden van Tokio in Japan.